# Hausbach (Vilshofen an der Donau)
Hausbach ist ein Ortsteil der Stadt Vilshofen an der Donau im niederbayerischen Landkreis Passau.

## Lage
Die Einöde Hausbach liegt am rechten Ufer der Donau zwischen Vilshofen und Sandbach an der Bundesstraße 8 und der Bahnstrecke Regensburg–Passau. Weitaus auffälligstes Bauwerk ist die Rundkirche St. Magdalena.

## Geschichte
Im 11. Jahrhundert besaß das Hochstift Passau eine Hube in Hausbach, die Bischof Altmann 1076 dem Kloster St. Nikola schenkte. Im 14. Jahrhundert war Hausbach eine Pfarrei unter dem Patronat des Ritters Heinrich Tuschl von Söldenau, der im Jahr 1333 Hausbach als Filiale der Pfarrei Vilshofen schenken wollte. Die Genehmigung dazu blieb jedoch anscheinend versagt. 1376 stiftete Tuschl eine ewige Messe in dieser Kirche. Noch 1431 wird Hausbach als eigene Pfarrei erwähnt, und erst 1536 erfolgte die Eingliederung in die Pfarrei Vilshofen.
Hausbach war seit 1821 Teil der Gemeinde Zeitlarn und gelangte mit dieser im Zuge der Gebietsreform in Bayern am 1. Mai 1978 zur Stadt Vilshofen.

## Sehenswürdigkeiten
Die Kirche St. Magdalena, eine Nebenkirche der Pfarrei Vilshofen, ist die älteste Rundkirche Niederbayerns. Im 15. Jahrhundert kamen acht Wandpfeiler, eine Mittelstütze, das Rippengewölbe und ein achtteiliges steiles Kegeldach dazu. Der Westturm wurde im 17. Jahrhundert errichtet. Die Altäre und die Kanzel sind barock.
Die Gründe für den Bau der abgelegenen Kirche sind unbekannt. Es wird vermutet, Graf Heinrich I. von Ortenburg habe sie nach dem Vorbild der Grabeskirche von Jerusalem gestiftet.